# Itachi Uchiha
Itachi Uchiha (うちはイタチ, Uchiha Itachi) é um personagem fictício lendário do Clã Uchiha da série de anime e mangá Naruto criada por Masashi Kishimoto. Na série, Itachi é o irmão mais velho de Sasuke Uchiha e é responsável pela morte de todos os membros de seu clã, poupando apenas Sasuke. Durante boa parte da série, ele é tratado como um ninja renegado, mas perto do momento de sua morte, o seu papel como vilão é bastante diminuído. É revelado que ele foi ordenado pelos conselheiros da Vila da Folha a matar o próprio clã, a fim de evitar um golpe de estado dos Uchiha que resultaria em um enfraquecimento da vila da folha, se tornando propícia à invasões de outro países, resultando numa guerra e o extermínio dos dois lados (Konoha e Uchiha). Apesar de suas ressalvas, Itachi cumpriu sua missão e foi desertado da vila, se tornando parte da organização criminosa Akatsuki para continuar a proteger a Vila da Folha sem que outros saibam (como um infiltrado).
Itachi teve aparecimento no 9° Filme de Naruto - Road To Ninja, e apareceu por instantes no Ova - A Grande Gincana Da Vila Da Folha, e também é um personagem jogável na maioria dos jogos eletrônicos da série. Seu personagem tem sido muito popular dentre os leitores do mangá, tendo se colocado entre os melhores em várias pesquisas de popularidade da série. Também numerosas publicações de anime e mangá vêm comentado sobre o personagem. Suas lutas são frequentemente tidas com "uma das melhores" da série devido suas estratégias e habilidades até o momento raras. Sua aparição como um antagonista foi elogiada por vários escritores, embora alguns consideraram inicialmente ele como não muito surpreendente. As revelações graduais de seu passado e seu impacto sobre a história também foram elogiadas. Vários tipos de merchandising também foram desenvolvidos com base na aparência de Itachi incluindo figuras de ação e pelúcias.

## História

### Naruto

#### De Volta à Vila da Folha

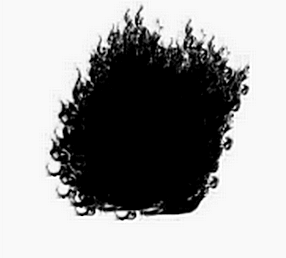
Amaterasu

Itachi Uchiha e Kisame Hoshigaki aparecem após a invasão da Areia e do Som na Vila Oculta da Folha. A missão dele com Hoshigaki Kisame era á captura do Jinchuuriki da Kyuubi, Naruto Uzumaki, dentro do vilarejo de Vila da Folha.
Yuuhi Kurenai e Asuma Sarutobi encontram os dois ninjas renegados, e uma luta é inevitável, Kakashi Hatake aparece imediatamente para ajudá-los, Itachi usa seu Tsukuyomi em Kakashi, que é derrotado facilmente, este diz que sabe sobre eles, sobre a organização Akatsuki, neste momento Maito Guy aparece para ajudá-los, porém Itachi resolve ir embora com Kisame, pois não pretendem começar uma guerra contra a Vila da Folha.
Itachi não desiste de seu objetivo, e vai atrás de Naruto Uzumaki, encontrando Naruto, neste momento Sasuke Uchiha aparece, e diz que irá matar Itachi. Sasuke o ataca com Chidori, mas Itachi se defende, e diz você é fraco, sabe por que você é fraco... por que lhe falta ódio, Jiraiya os interrompem usando seu Gamaguchi Shibari. Kisame e Itachi fogem é quando Itachi usa o poderoso Amaterasu, abrindo um buraco dentro da barriga do sapo, onde estavam pelo fato de serem pegos no jutsu de Jiraiya e os dois fogem.

### Naruto Shippuden

#### Reencontro daAkatsuki
Dois anos depois, Itachi Uchiha descobre que seu irmão, Sasuke, foi para o lado de Orochimaru, e a Akatsuki se junta de novo, para extrair o Bijuu do Kazekage da Vila Oculta da Areia, o Shukaku de Gaara, capturado por Deidara e Sasori. Zetsu afirma que existem ninjas da Vila Oculta da Folha se aproximando. Hoshigaki Kisame vai atrás do Time Gai, enquanto Itachi vai atrás do Time Kakashi, os dois usando o Shouten no Jutsu do líder da Akatsuki e transferindo apenas 30% de chakra para estes clones, no intuito de atrasar a chegada dos mesmos e por fim terminam a extração da Bijuu de Gaara.

#### Captura do Yonbi
Depois de um tempo, Itachi reaparece em uma montanha onde começa a chover. Kisame aparece e diz que é estranho chover logo daquele jeito, Itachi pergunta se ele conseguiu e Kisame segura sua presa na sua espada Samehada, o Jinchuuriki do Yonbi, Roushi. Itachi então comenta que deveriam cuidar do velho, mas Kisame diz que ele não conhece o jinchuuriki direito, ele então revela que o Yonbi usa Youton (jutsus de lava ou fusão de vários elementos). Agora faltam poucos jinchuurikis e foi decidido que a Kyuubi sera a última a ser pega, pois como Estátuaf de Selamento é frágil poderia romper o seu equilíbrio e destruí-la. Itachi então fala que eles não devem ter pressa, pois ainda falta o Hachibi. Itachi é informado por Pain que Orochimaru foi morto por Sasuke e que Itachi e Kisame tenham cuidado, Sasuke formou um grupo junto com Diogens e está vindo atrás de Itachi, isto pode ser um problema para a organização.

#### A Morte de Deidara por Sasuke Uchiha
No ponto de encontro, Zetsu aparece e diz que Deidara se matou se transformando numa bomba gigantesca, Kisame então fica inconformado por perder outro membro, Zetsu diz que foi o Sasuke e se interrompe dizendo que Sasuke também morreu. Itachi então baixa a cabeça e nada diz. Kisame então diz que Deidara se matou para matar Sasuke, Pain fala para Itachi e Kisame serem gratos a Deidara que eliminou o problema, Kisame então diz que alguém esta faltando e Zetsu diz que Tobi aparentemente morreu, Kisame diz que embora Tobi fosse bom em correr era impossível escapar da área de destruição do jutsu. Pain então diz que um homem como Tobi é fácil de conseguir, mas não igual a Deidara. Kisame ironiza a resposta, pois Tobi tinha a habilidade de conseguir animar uma organização sombria, Pain então se retira dizendo que estará de luto por Deidara. Todos desaparecem exceto Itachi que fica silencioso.

#### Naruto Uzumaki e Itachi Uchiha

Mangekyō Sharingan de Itachi

Itachi, mais tarde se encontra com Naruto Uzumaki, este tenta agarrá-lo, porém este se livra de seus Kage Bunshins facilmente, antes de Naruto reagir já esta dentro do genjutsu de Itachi, este diz que só quer conversar e não brigar. Itachi pergunta por que Naruto se importa tanto com Sasuke pois Sasuke pode ser facilmente manipulado e Naruto revela que deteria Sasuke sem matá-lo e salvaria a vila. Itachi diz que Naruto só tem ideias infantis, Naruto então se lembra do que Jiraiya disse, Naruto afirma que não volta com sua palavra. Itachi sorri e passa uma parte de seu poder para Naruto Uzumaki. Itachi diz que espera que Naruto nunca o use, sem entender Naruto grita para Itachi lutar com ele, pois ele é um Jinchuuriki, mas Itachi diz que tem outro compromisso e precisa ir. Nesse momento usa seu clone de corvos, mas antes de sumir utiliza um jutsu que sela o Mangekyō Sharingan de Shisui Uchiha em Naruto (o Mangekyō selado estava com o genjutsu mais poderoso de Shisui Uchiha (Koto Amatsukami) pronto para ser ativado, com o comando "protejer Konoha" e Itachi esperava que o Mangekyō Sharingan de Sasuke ativasse esse genjutsu e que dessa forma seu irmão protegeria Konoha.

#### Reencontro de Irmãos.
Sasuke está em uma caverna e então vê um vulto se aproximando. Ele pergunta quem é. Itachi se revela com um corvo sobre seu braço dizendo: "sou eu Sasuke", então como se tivesse saído de uma transe, Sasuke ativa o Sharingan e então Itachi o pergunta se não irá gritar e o atacar como da outra vez, e Sasuke diz que Itachi não sabe nada dele, então com uma incrível velocidade, Sasuke ataca Itachi pelas costas o prendendo entre o chão e o teto da caverna com um Chidori e diz que Itachi não faz ideia do ódio que ele carrega e como isto lhe tornou forte, ele o esmaga com seu Chidori logo depois Itachi cai ao chão e diz "você ficou forte Sasuke", e subitamente seu corpo se transforma em vários corvos e entre eles ouve se a voz dizendo "Vá até o esconderijo secreto dos Uchihas e então acertará as contas ali".
A Equipe Hebi chega ao local do esconderijo do Clã Uchiha como foi indicado por Itachi à Sasuke, Kisame Hoshigaki adverte que somente Sasuke poderá passar daquele ponto, os outros deveram esperar a batalha dos Irmãos Uchiha. Depois de Sasuke chegar até onde Itachi estava sentado, este pergunta para Sasuke o que ele vê, e esse responde que o vê morto, Itachi pede que ele faça acontecer.
Sasuke crava sua Espada Kusanagi no abdômen de Itachi.

Mangekyo Sharingan de Itachi

Sasuke pergunta quem é o terceiro usuário do Sharingan, quem é esse Uchiha (esse Uchiha que foi mencionado por Itachi quando esse dizimou o Clã Uchiha), Itachi por que o interesse, Sasuke afirma que depois de matar Itachi irá matar esta pessoa por ter o ajudado na dizimação do Clã Uchiha. Itachi diz que é Madara Uchiha, um dos fundadores da Vila Oculta da Folha e o primeiro usuário do Mangekyō Sharingan.
Itachi diz que percebeu que Sasuke ainda não possui o Mangekyō Sharingan, Sasuke diz que não precisa dele para matá-lo. Zetsu, que a tudo observa, diz que eles não mexeram um músculo, estão lutando somente por Genjutsu. Quando se despertar o Mangekyō Sharingan ele começará a ficar cego progressivamente a cada vez que usá-lo. Madara Uchiha foi o primeiro homem a usar o Sharingan para controlar a Kyuubi, que ele é seu parceiro, seu mestre e que ele é imortal, que ele foi o único ninja a descobrir outro segredo do Mangekyō Sharingan.
Itachi conta a história do Clã Uchiha, onde Madara Uchiha e seu irmão Izuna Uchiha despertaram o Mangekyō Sharingan, e logo dominaram o clã Uchiha, sendo Madara o líder do clã, mas, Madara usou de maneira leviana seu olhos e por consequência ficou cego, ele arrancou o Mangekyō Sharingan de seu irmão e implantou em si, adquirindo um novo Mangekyō Sharingan, e a escuridão nunca mais volto a seus olhos.
Itachi diz que Sasuke será sua nova luz.
Inicia-se a batalha dos irmãos, durante está, Itachi usa o Tsukuyomi e o Amaterasu, está técnica consome tudo o que encoste por sete (7) dias.
Os dois estão completamente exaustos e quase sem Chakra, Sasuke realiza seu último Jutsu, Itachi observa que Sasuke usa técnicas do repertório de Orochimaru e que isso consumiu muito Chakra.
Uma tempestade elétrica começa agora no céu sob o Templo Uchiha, Sasuke canalizará os raios da tempestade na direção de Itachi é atingido, uma enorme explosão acontece, Itachi levanta exausto, mas como se não tivesse recebido o golpe, Sasuke retorna à sua forma demoníaca e algo começa a se formar em volta de Itachi, uma espécie de exoesqueleto gigante, Itachi diz para Sasuke observar o último jutsu dele, o Susano’o.
Esta é a terceira técnica, juntamente com Amaterasu e Tsukuyomi que compõe os Três Grandes Deuses do Mangekyō Sharingan. Itachi pergunta se Sasuke tem alguma “carta na manga”, era para usá-la agora. Sasuke começa a ouvir uma voz em sua mente dizendo que se ele libertá-lo ele pode ajudá-lo, de selo amaldiçoado acaba libertando uma serpente de oito (8) cabeças, Itachi reconhece a técnica, é a técnica de Yamata no Jutsu, como Sasuke tentou liberar mais Chakra do que tinha, então não tinha como manter Orochimaru preso. As duas técnicas colidem e Orochimaru sai de uma das bocas da hidra (serpente de várias cabeças) e regurgita a Espada Kusanagi dizendo que irá matar Itachi e tomará seu corpo, mas a técnica ocular Susano’o de Itachi atinge Orochimaru com uma espada, Orochimaru entra em desespero ao reconhecer a espada, Espada de Totsuka. A Espada de Totsuka, ou ‘’Katana Sakagari’’, possui um grande poder místico, o de selar qualquer um que seja ferido por ela em um eterno Genjutsu.
Com Orochimaru derrotado Itachi se dirige a Sasuke, Itachi sem chakra já está quase morrendo, o Susano’o gera sérios efeitos colaterais, Sasuke é encurralado em uma parede e Itachi avança sua mão sobre os olhos e da-lhe um toque na testa, tal como fazia quando Sasuke era criança e com um sorriso no rosto diz: "Me perdoe, Sasuke... Não vai ter próxima vez.", as últimas palavras de Itachi.

#### A verdade sobre Itachi Uchiha
Ao término da batalha dos irmãos Uchiha, Zetsu se dirige ao local da batalha entre Tobi e um time da Vila Oculta da Folha (Naruto Uzumaki, Kakashi Hatake, Sakura Haruno, Sai, Shino Aburame, Hinata Hyuuga, Yamato, Kiba Inuzuka com Akamaru) e avisa-o do término da batalha, dizendo que Itachi Uchiha estava morto e que Sasuke Uchiha havia vencido, mas que esta seriamente ferido. Zetsu e Tobi se dirigem ao Templo Uchiha, Tobi pergunta se Zetsu havia gravado toda a batalha, e Zetsu confirma, e partem para o esconderijo da Akatsuki.
Sasuke é levado para o esconderijo da Akatsuki, Tobi revela sua identidade, falando que também é um Uchiha sobrevivente, um dos mais importantes para seu clã e que contará tudo sobre Itachi, revelando parte do seu rosto aparecendo o Sharingan no seu olho direito quando Sasuke vê o olho de Tobi seu olho esquerdo ativa o sharingan e no mesmo momento o Mangekyō Sharingan se molda no olho de Sasuke, o ombro esquerdo de Tobi esta sendo consumido pelas chamas negras do Amaterasu, Tobi rapidamente escapa e Sasuke desfaz o jutsu.
Tobi responde que aquilo foi o Amaterasu que Itachi implantou em Sasuke para matar Tobi ou pelo menos para manter-lo longe de Sasuke e complementa que Itachi fez isso para funcionar assim que entrasse em contato com seu Sharingan, ativando o Amaterasu automaticamente. Tobi explica mais detalhadamente que Itachi em seus últimos momentos de vida ele canalizou os poderes de seus olhos e os transferiu para Sasuke, que sem entender o porquê retruca que Itachi não tinha o porquê fazer isso, Tobi então pergunta: "você ainda não entendeu?" "isso foi para te proteger Sasuke".
Tobi diz que à aparição da Kyuubi a 16 anos mudou a vida de Itachi, pois somente os poderes oculares dos Uchihas são capazes de controlá-la, como as suspeitas caíram sobre os Uchihas, a segurança teria de ser mais forte do que apenas a ANBU, as terras do clã foram remanejadas para um local extremo da vila, para melhor organizar a vigia sobre os Uchihas, mas os Uchihas estavam se organizando secretamente para um “Golpe de Estado” Fugaku pai de Sasuke e Itachi era o cérebro por trás do golpe.
Itachi foi escolhido como espião de Vila da Folha, agindo como um “agente duplo” ele espionava o clã para Vila da Folha.
E para evitar uma guerra interna que causaria danos catastróficos pelo fato do clã Uchiha ser muito poderoso, tendo a possibilidade das outras nações invadirem o País do Fogo, causando uma nova guerra mundial, Itachi aceita a missão, ele não traiu o clã, ele simplesmente não tinha alternativa, a exclusão da vila e uma guerra ou a origem de seu clã, e ele fez sua escolha.
Itachi descobriu Madara, este já tinha ódio pela vila e pelos Uchihas, Itachi lhe fez um ultimato, Itachi ajudaria Madara com sua vingança contra os Uchihas, mas ele não deveria fazer nada contra a vila, Madara aceitou.
A chacina realizada por Itachi ocorreu sob ordens de Vila da Folha, somente quatro pessoas sabiam a verdade sobre Itachi, Hiruzen Sarutobi, Danzou e os conselheiros Homura e Koharu, além do próprio Madara. Antes desta ordem Sandaime Hogake tentou impedir de todas as maneiras possíveis, além de ser o único que desaprovou a ordem contra os Uchihas e tentou fazer uma reconciliação entre Vila da Folha e o clã, mas, já era tarde demais.
A ordem foi executada e Itachi implorou ao Hokage que Sasuke nunca soubesse da verdade e que o protege-se de Danzou e os outros.
Após a morte do Sandaime, Itachi voltou rapidamente para vila para avisar a Danzou e seus conselheiros que: "Ainda estou vivo".
Mas Itachi também tinha um plano para seu irmão, pois para Itachi a vida de Sasuke era mais importante que a vila: ele queria que Sasuke o matasse. Devido a uma doença incurável Itachi não teria muito tempo e este foi o momento certo, sua vontade era de morrer pelas mãos de seu irmão, para que ele despertasse o Mangekyō Sharingan, recebesse os doujutsus de Itachi, estivesse forte o bastante para se proteger quando Itachi morresse, e que ele fosse visto por Vila da Folha como um herói.Mais tarde perto da 4ª Guerra Ninja Itachi é ressuscitado por Kabuto para auxiliar Madara na Guerra.

### Edo Tensei
Mais tarde, durante a Quarta Guerra Ninja, Itachi é revivido pelo Edo Tensei de Kabuto e posto sobre o controle do mesmo. Junto com Uzumaki Nagato parte para a guerra e se encontra com Uzumaki Naruto. Ao olhar para o Mangekyō Sharingan de Itachi, o corvo com o Sharingan de Uchiha Shisui, implantado por Itachi pouco antes de sua morte na luta contra Sasuke, ativa uma habilidade que quebra o controle de Kabuto sobre Itachi que fica livre. Junto com Uzumaki Naruto lutam contra Nagato que perde a consciência e entra em estado de total controle de Kabuto e finalmente conseguem sela-lo. Depois disso Itachi parte para deter Kabuto e encontra-se com Sasuke. Ambos encontram Kabuto e Itachi derrota ele sem precisar da ajuda de Sasuke usando uma das técnicas mais poderosas dos Uchihas, o Izanami. Sob o controle de Itachi, Kabuto desfaz o Edo Tensei e todos os ressuscitados somem do campo de batalha. Já desaparecendo Itachi diz que sempre amará Sasuke independendo do que ele fizer e finalmente desaparece por completo deixando sua contribuição como um verdadeiro herói.

## Força
Itachi Uchiha é conhecido como um gênio entre os gênios, com uma força enorme. Seus ninjutsus são excelentes, conseguindo copiá-los dos oponentes com seu Sharingan. Tem a habilidade de fazer selos de mãos rapidamente, além de saber uma grande quantidade de jutsus.
Com a sua Kekkei Genkai, ele consegue usar genjutsus poderosos próprios de usuários do Sharingan. Também é forte no taijutsu, com golpes fortes e rápidos, com uma mira exemplar. Sua velocidade também é excepcional.
Com o seu Mangekyou Sharingam, uma evolução do Sharingan, ele tem acesso a técnicas de nível poderosíssimo, como por exemplo, aos poderosos Ninjutsus, Amaterasu (Deusa do Sol), Susanoo (Deus da Tempestade), e um Genjutsu, Tsukuyomi (Deus da Lua).

## Recepção
Itachi esteve nas primeiras posições nas enquetes oficiais de popularidade da série realizadas pela Weekly Shōnen Jump, continuamente se colocando entre os dez mais populares. A última pesquisa desse tipo foi em 2011, em que Itachi esteve em 5º lugar, sua melhor classificação até hoje. Várias peças de mercadorias relacionadas a Itachi também foram criadas, incluindo chaveiros, bichos de pelúcia, e figuras de ação.
Várias publicações de mangá, anime, jogos de vídeo e outras mídias relacionadas deram elogios e críticas sobre o caráter de Itachi. Jason Van Horn, revisor do IGN, caracterizada Itachi como "briguento" e, brincando, falou que é um personagem que tem medo, pois em sua primeira luta na série ele não fez qualquer movimento notável. Ele constatou que "não é apenas algo sobre o frio e insensível Itachi", que faz o espectador "querer fugir em arrepios". Charles White do IGN postou sobre o episódio em que foi revelado o relacionamento do jovem Sasuke e de Itachi, e esperava para ver mais sobre seu passado para resolver o mistério do personagem comentando sobre o aprendizado do "intrigante passado" de Itachi. Jason Van Horn criticou a primeira batalha entre Itachi e Sasuke, como "bom", mas não "foi tão épico como deveria ter sido". James Musgrove comentou que Itachi e seu parceiro Kisame "fazem uma entrada dramática e bem programada para a história".